# Sada Williams
Sada Williams (* 1. Dezember 1997 in Bridgetown) ist eine barbadische Sprinterin, die sich auf den 400-Meter-Lauf spezialisiert hat. Zu ihren größten Erfolgen zählen der Gewinn der Bronzemedaille bei den Weltmeisterschaften 2022 sowie 2023 über 400 Meter und der Sieg bei den Commonwealth Games 2022 in Birmingham.

## Sportliche Laufbahn
Erste internationale Erfahrungen sammelte Sada Williams bei den CARIFTA-Games 2014 in Fort-de-France, bei denen sie in 53,39 s die Goldmedaille über 400 Meter in der U18-Altersklasse gewann und über 200 Meter in 23,43 s die Silbermedaille gewann. Zudem gewann sie mit der barbadischen 4-mal-400-Meter-Staffel in 3:41,90 min die Bronzemedaille. Anschließend erreichte sie bei den Juniorenweltmeisterschaften in Eugene das Halbfinale im 200-Meter-Lauf und schied dort mit 24,37 s aus. Daraufhin startete sie über 400 Meter bei den Olympischen Jugendspielen in Nanjing und belegte dort in 54,93 s den achten Platz. Im Jahr darauf erreichte sie bei den Panamerikanischen Spielen in Toronto mit der Staffel das Finale, wurde dort aber disqualifiziert. Anschließend gewann sie bei den Panamerikanischen-Juniorenmeisterschaften in Edmonton in 52,75 s die Silbermedaille über 400 Meter sowie in 23,49 s die Bronzemedaille über 200 Meter. 2016 siegte sie in windunterstützten 22,72 s über 200 Meter bei den CARIFTA-Games in St. George’s in der U20-Altersklasse und siegte in 52,07 s auch über 400 Meter. Anschließend erreichte sie bei den U20-Weltmeisterschaften in Bydgoszcz das Finale über 200 Meter, konnte dort aber ihr Rennen nicht beenden. 2017 qualifizierte sie sich über 200 Meter für die Weltmeisterschaften in London, schied dort aber mit 23,55 s in der ersten Runde aus. Nachdem sie 2018 kaum Wettkämpfe bestritt, konzentriert sich Williams seit 2019 auf den 400-Meter-Lauf und belegte in diesem Jahr in 52,25 s den sechsten Platz bei den Panamerikanischen Spielen in Lima und schied anschließend bei den Weltmeisterschaften in Doha mit 51,31 s im Halbfinale aus. 2021 nahm sie dann an den Olympischen Spielen in Tokio teil und schied dort mit neuem Landesrekord von 50,11 s im Semifinale aus. Anschließend wurde sie bei der Athletissima in 50,77 s Zweite, wie auch beim Meeting de Paris in 50,30 s, ehe sie bei Weltklasse Zürich nach 50,24 s auf dem dritten Platz einlief.
2022 startete sie erstmals bei den Hallenweltmeisterschaften in Belgrad und schied dort mit 52,65 s in der ersten Runde aus. Anfang Juni wurde sie beim Meeting International Mohammed VI d’Athlétisme de Rabat in 50,74 s Zweite und anschließend startete sie bei den Weltmeisterschaften in Eugene, bei denen sie mit neuem Landesrekord von 49,75 s im Finale die Bronzemedaille hinter der Bahamaerin Shaunae Miller-Uibo und Marileidy Paulino aus der Dominikanischen Republik gewann. Kurz darauf siegte sie bei den Commonwealth Games in Birmingham in 49,90 s und wurde dann beim Herculis in Monaco in 50,10 s Dritte. Daraufhin gewann sie bei den NACAC-Meisterschaften in Freeport in 49,86 s die Silbermedaille hinter Miller-Uibo und wurde dann bei der Athletissima und beim Memorial van Damme jeweils Zweite. Damit qualifizierte sie sich für das Diamond-League-Finale bei Weltklasse Zürich und wurde dort in 49,98 s Dritte. Im Jahr darauf erreichte sie bei den Weltmeisterschaften in Budapest erneut das Finale über 400 Meter und gewann in 49,60 s erneut die Bronzemedaille, diesmal hinter der Dominikanerin Marileidy Paulino und Natalia Kaczmarek aus Polen. 2024 wurde sie bei der Diamond League Shanghai in 52,00 s Dritte und im August belegte sie bei den Olympischen Spielen in Paris in 49,83 s im Finale den siebten Platz.
In den Jahren 2015 und 2019 sowie 2023 und 2024 wurde Williams barbadische Meisterin im 400-Meter-Lauf sowie 2016 und 2017 über 200 Meter.

## Persönliche Bestzeiten
- 200 Meter: 22,58 s (+1,5 m/s), 9. März 2024 in Spanish Town (barbadischer Rekord)
- 400 Meter: 49,58 s, 21. August 2023 in Budapest (barbadischer Rekord)
  - 300 Meter (Halle): 37,13 s, 10. Februar 2023 in Fayetteville (nationale Bestleistung)
  - 400 Meter (Halle): 52,28 s, 11. Februar 2022 in Fayetteville (barbadischer Rekord)